# Noi non cresceremo mai
Noi non cresceremo mai è un album di Nada, pubblicato nell'autunno del 1984.
Il disco non include il brano uscito su 45 giri l'estate precedente, Balliamo ancora un po'.
LP sicuramente originale e orientato all'elettronica.
Non è mai stato pubblicato in versione CD, tuttavia tre quarti dei brani sono reperibili all'interno della raccolta The Best Platinum Collection, pubblicata nel 2007 e contenente anche alcuni brani di Smalto e Baci rossi.

## Brani
LATO A 
1. Il tuo diario (Varo Venturi)
2. Venere (Varo Venturi)
3. Scorpione (Campanile, Gerry Manzoli, Bernardo Schiano)
4. Strani rumori (Varo Venturi)

LATO B
1. L'amore cade su di noi (Alberto De Martini, Gerry Manzoli)
2. Piccolo genio (Varo Venturi)
3. Liquido (Gerry Manzoli)
4. I ragazzi vanno al bar (Alberto De Martini, Gerry Manzoli)

## Formazione
- Nada – voce, cori
- bernando schiano -  tastiera, chitarra, basso, cori, programmazione e percussioni
- Maurizio Guarini – tastiera addizionale
- Marco Rinalduzzi – chitarra, cori, tastiera, percussioni
- Varo Venturi – tastiera, cori, programmazione, basso, pianoforte
- Satiamo – percussioni, cori
- Maurizio Giammarco – sax
- Liliana Richter, Claudio Pizzale, Douglas Meakin – cori